# Ronnie Verrell
Ronnie Verrell (ur. 21 lutego 1926 w Rochester, zm. 22 lutego 2002 w Kingston-upon-Thames) – brytyjski perkusista jazzowy. Verrell współpracował z takimi grupami muzycznymi jak Ted Heath Orchestra czy Syd Lawrence Orchestra. Ponadto muzyk wcielił się w postać znaną jako The Animal (Zwierzak) z serialu The Muppet Show podkładając partie perkusyjne postaci.